# Slovenska blokada pristupa Hrvatske Europskoj uniji
Slovenska blokada pristupa Hrvatske Europskoj uniji odnosi se na 10-mjesečno razdoblje, od prosinca 2008. do rujna-listopada 2009., u kojem je Slovenija, članica EU-a, počela Hrvatskoj, državi kandidatkinji, nametati blokadu otvaranja pregovaračkih poglavlja, što je od hrvatskih vlasti protumačeno kao ucjena i iskorištavanje slovenskog povlaštenog položaja kako bi riješila neka otvorena granična pitanja u svoju korist. U prosincu 2008. je slovenski premijer Borut Pahor direktno blokirao otvaranje daljnjih poglavlja Hrvatskoj, iako su se sve ostale zemlje članice EU zalagale za nastavak pregovora. Slovenija je još prije obećavala da će nastaviti otvaranje pregovora ako Hrvatska ukine ZERP, što se i dogodilo, no u prosincu 2008. je opet blokirala otvaranje pregovora.
Ipak, ostala je jedina članica EU-a koja je inzistirala na blokadi - ostalih 26 članica prihvatilo je otvaranje pregovora Hrvatske i EU-a, zbog čega je postala izložena kritikama. Neki su prigovarali da je Pahorov potez blokade zapravo taktika lažne zastave kojom se nastoji dobiti nekakve ustupke od Europske komisije i Hrvatske.
Političari i jedne i druge države optužili su ovu drugu za nakanom za krađom teritorija: Hrvati tvrde da Slovenija želi dio hrvatskog teritorija, dok Slovenci tvrde da Hrvatska želi dio slovenskog teritorija. Ipak, dok je hrvatska strana u više navrata predložila arbitražu granice od treće strane, slovenska strana je to uporno odbijala. Europska komisija obećala je posredovati posebnom posredničkom komisijom. Slovenija je pak s istim graničnim problemom ušla i u EU i u NATO. Također, Hrvatska vlada nije Sloveniji uzvratila nikakvom sličnom blokadom.
Uzgred, u prosincu iste godine hrvatski premijer Ivo Sanader i crnogorski premijer Milo Đukanović dogovorili su se da će hrvatsko-crnogorski granični spor uz Boku kotorsku riješiti na međunarodnom sudu pravde u Haagu te da će obje države poštovati odluku suda. Hrvatska je vlada ponovno predložila Sloveniji da se tako isto riješi i hrvatsko-slovenski granični spor, no Pahor je ponovno odbio.
U rujnu i listopadu 2009., nova hrvatska premijerka Jadranka Kosor dogovorila se s Pahorom oko arbitraže koja bi riješila granični spor, čime je završena slovenska blokada.

## Uvod
Slovenija i Hrvatska imaju neriješenih graničnih pitanja nakon raspada Jugoslavije. Nakon što je Slovenija ušla u EU, počela je koristiti svoj status države članice kako bi riješila neke sporove u svoju korist.
Pojavila su se dva pogleda na granične sporove. U ekstremnom spektru slovenskog političkog spektra je Zmago Jelinčič, vođa desničarske Slovenske Nacionale Stranke (SNS) koji provokativno javno izlaže kako bi Slovenija morala sabotirati Hrvatski pristup EU. Bivši slovenski ministar Dimitrij Rupel i ministar gospodarstva Franci su također zaprijetili 2003. da će ukinuti potporu naporu Hrvatske da se pridruži EU 2007. zajedno s Rumunjskom i Bugarskom (koje su ušle te godine u EU, dok je Hrvatska imala problema s dobivanjem mišljenja zbog generala Ante Gotovine).
No s druge strane bivši predsjednik Janez Drnovšek i ministar Anton Rop su naglasili da bi Slovenija trebala pažljivo odgovarati na bilo kakve sporove s Hrvatskom te da su jednostrane mjere neprihvatljive, te prihvatiti pristup Hrvatske EU bez obzira na sporove te reagirati u „europskom duhu“.
Ipak, javili su se mnogi incidenti. 23. rujna 2004. Slovenija je zaprijetila vetom ulaska Hrvatske u EU nakon incidenta na granici u kojem je hrvatska granična policija zadržala 12 Slovenaca, među njima i vođu opozicije SLS-a Janeza Podrobnika, nakon što su odbili pokazati svoje isprave kraj Sečovlja u osporavanoj zoni Piranskog zaljeva.
Također je tu i neslavni slučaj Joško Joras, slovenski državljanin koji živi u spornom hrvatskom zaseoku Mlini, na lijevoj obali Dragonje, ali tvrdi da se nalazi na teritoriju što ga je okupirala Hrvatska. U nekoliko je navrata izazvao skandale izjavama da se njegova kuća nalazi na Sloveniji, pa je čak i neko vrijeme štrajkao glađu.
Marjan Podobnik, direktor novoosnovanog slovenskog "Zavoda 25. lipnja", zaduženog za "očuvanje narodne baštine", ujedno i predsjednik Slovenskog narodnog saveza pri Slovenskoj pučkoj stranci (SLS), izdao je u svibnju 2007.  najnoviji zemljovid u kojem granice Slovenije ulaze duboko u hrvatsko ozemlje, a cijeli Piranski zaljev pripada Sloveniji. Podobnik, poznat i po prijedlozima da bi u Sloveniji trebalo raspisati referendum protiv ulaska Hrvatske u EU, za Globus je izjavio da je "zemljovid logičan jer je na dan 25. lipnja 1991. godine Slovenija imala ingerencije na čitavom Piranskom zaljevu te je imala neograničen izlaz na more". Zemljovid je, kaže, nastavak rada grupe stručnjaka s područja povijesti zemljopisa, etnologije, geodezije,... koji su uglavnom sudjelovali i u pripremama publikacija o slovensko-hrvatskoj granici u Istri, a pripremaju i slične publikacije o drugim djelovime granice. "Stanje od 25. lipnja 1991. godine jest stanje koje su, između ostalog, dogovorile i sadašnje vlade Slovenije i Hrvatske na Brijunima, a temelj ima i u stavu Badinterove arbitražne komisije, da se razgraničenje, koje je važilo na taj dan, može mijenjati samo uz dogovor Slovenije i Hrvatske. Na dan 25. lipnja 1991. Slovenija je imala ingerencije na čitavom Piranskom zaljevu, imala je neograničen izlaz na otvoreno more". Predsjednik Hrvatske Stipe Mesić ironično je komentirao dokument:"Naši prijatelji u Sloveniji mogu crtati koje god karte žele, kao dio Slovenije, oni mogu obuhvatiti i Helsinki, i Reykjavik, to me uopće ne zanima".
Iako je hrvatska vlada predložila rješenje graničnog spora međunarodnom arbitražom nekoliko puta, zbog nesuglasica slovenskih stranaka u parlamentu, Ljubljana je opetovano odbila prijedlog i ustrajala na rješavanju spora na druge načine.
Ljubljana je u nekoliko navrata odbacila da blokira pristup Hrvatske EU jer „Zagreb presporo pregovara s EU-om jer ima poteškoća ispunjavanja standarda organizacije kojoj se želi pridružiti“.

## Blokada pregovora u prosincu 2008.
Iako je Slovenija sporadično usporavala otvaranje poglavlja Hrvatskoj zbog neriješenih pitanja na granici, 21. studenog 2008. budući slovenski premijer Borut Pahor, osvrnuo se na francuski prijedlog za deblokiranje hrvatskih pristupnih pregovora, pred kraj svog inauguralnog govora pred zastupnicima u parlamentu: '“zadnjih 14 dana bili smo u živahnom kontaktu s francuskim predsjedništvom EU-a i zahvalni smo što su uvažene i naše primjedbe, kako bi se stvari mogle riješiti na adekvatan način', rekao je. Govoreći o francuskom prijedlogu, Pahor je rekao da on odražava i stajalište Slovenije, odnosno da su i ta stajališta uključena u prijedlog. Francusko predsjedništvo EU-a 'govori i u ime Slovenije', kazao je Pahor. Pahor je pri tom naglasio da Slovenija podržava ulazak Hrvatske u EU i njene brže pristupne pregovore, ali da očekuje razumijevanje Hrvatske u vezi s rezervama koje se tiču neriješenih pitanja granice.
Po njegovim je riječima Slovenija spremna prihvatiti prijedlog francuskog predsjedništva da se pristupni pregovori ubrzaju.
'Proučit ćemo francuski prijedlog, ali samo uz jamstvo da dokumenti koje je za pristupne pregovore pripremila hrvatska strana ne prejudiciraju međudržavnu granicu i da taj prijedlog tako shvaćaju i Vijeće Europske unije i Europska komisija', rekao je Pahor zastupnicima.
Težak udarac hrvatskom približavanju EU zadali su ministri vanjskih poslova 27-orice na sastanku u Bruxellesu 7. prosinca 2008. Ministri nisu potvrdili prijedlog Europske komisije koja traži da se pregovori s Hrvatskom za ulazak u EU zaključe 2009.
Razlog tomu je Slovenija, koja je zaprijetila vetom ako ne bude riješila spor s Hrvatskom oko granice. Hrvatsko-slovenski spor oko granice osnovni je razlog što ministri vanjskih poslova, a zatim i predsjednici vlada i država 27-orice, na sastancima u prosincu, neće naznačiti datum završetka pregovora i ulaska Hrvatske u EU.
“Zemlje članice, razumljivo, ne žele da se još jedan granični spor uvodi u unutar Europske unije”, kazao je glasnogovornik talijanskog MVP-a Pasquale Ferrara, dodavši kako je već dovoljan onaj oko Cipra.
Nacrt dokumenta koji bi u ponedjeljak trebali usvojiti ministri vanjskih poslova ne spominje datum, prenose i talijanska glasila. Hrvatska se nadala da će postati punopravnim članom EU u razdoblju 2010–11, ističu, ali citiraju i slovenskog premijera Boruta Pahora koji je izjavio kako je “Ljubljana spremna staviti veto na približavanje Hrvatske EU”, jer u dokumentima koje je Zagreb predstavio “moglo bi se prejudicirati pitanje granica”.
Poslije razgovora s predsjednikom EK, Pahor je izjavio kako “Zagreb treba prihvatiti plan pregovora oko granice koji je predložila Slovenija Francuskoj kao zemlji koja predsjeda EU-om. U suprotnome Slovenija će staviti veto.” Talijanska glasila ističu da je Pahor ipak kazao da je “Ljubljana spremna pronaći rješenje za pregovaračkim stolom”.
„Ako Hrvatska ne otvori 10 poglavlja u prosincu, potpuno je jasno da neće moći zatvoriti sve i dovršiti pregovore do kraja 2009.“, izjavio je politički analitičar Željko Trkanjec.

## Sporni dokumenti
Ministar vanjskih poslova Samuel Žbogar slovenskoj je javnosti 19. prosinca otkrio dokumente iz sedam poglavlja o kojima Hrvatska pregovara s Europskom unijom, a koji su glavni razlog slovenske blokade hrvatskih pregovora. Prema Žbogarovom izlaganju radi se o dokumentima u pogljavu Poljoprivreda, Sigurnost hrane, veterinarstvo i fitosanitarna politika, Oporezivanje, Mrežne infrastrukture, Regionalne politike i strukturnih instumenata, Prava, slobode i sigurnosti te Okoliša.
- U poglavlju Poljopriveda izričito su, kao hrvatska, navedena sporna naselja na lijevoj obali Dragonje (Škrile, Bužin, Škudelini i Veli Mlin).
- U Sigurnoj prehrani, sporno je hrvatsko pozivanje na pomorski zakonik, koji spominje epikontinentalni pojas u Jadranskom moru.
- U poglavlju o Oporezivanju izričito je naveden granični prijelaz Plovanija, odnosno privremena granična točka kraj Sečovlja, za koju je 1994. tadašnji premijer Nikica Valentić izričito i pisano potvrdio da ne prejudicira granicu.
- U Infrastrukturi, priložene su karte s ucrtanom morskom granicom.
- U Regionalnoj politici, sporan je interventi plan u slučaju onečišćenja mora, koji spominje ZERP, a priložena je i karta s ucrtanom granicom.
- U poglavlju Prava priloženi su dokumenti koji navode granične prijelaze, naveden je prijelaz Plovanija, te navedene katastarske parcele iz katastra koji je nastao nakon 25. lipnja 1991. godine.
- U poglavlju Okoliš, spominje se ZERP te je priložena karta s ucrtanom morskom granicom.

Ministar Žbogar novinarima je istaknuo kako Slovenija mora zaštiti svoje nacionalne interese, iako odluka oblokadi hrvatskih pregovora s EU nije bila laka: "Slovenija ne uživa u ovom položaju". Istaknuo je kako Slovenija u slučaju arbitraže o granici neće koristi dokumente koji su nastali nakon 25.lipnja 1991. godine i konferencije na Brijunima.

### Francuski prijedlog za deblokiranje
Francuska strana ponudila je jednostavan dokument koji bi završio spor. Predsjedatelj Odbora stalnih predstavnika (COREPER) Vijeća ministara vanjskih poslova EU (GAERC), koji je tri dana raspravljao o slovenskim amandmanima na francuski prijedlog za deblokadu pregovora, francuski veleposlanik pri EU Pierre Sellal rekao je da je “u dodiru sa slovenskim kolegom kako bismo našli odgovorajuće rješenje”. Za francuski je prijedlog 26 zemalja članica, a slovenske amandmane ni jedna zemlja nije prihvatila. Navodno Slovenija u njima čini upravo ono što zamjera Hrvatskoj – predodređuje granicu.
"Treba razumjeti da pregovori o pristipanju između EU i Hrvatske ne mogu imati za cilj riješiti dvostrana pitanja Slovenije i Hrvatske. Poštujem slovenski stav, ali ću se potruditi da se pregovorima o pristupanju ne predodredi granica. Ti su pregovori neutralni prema dvostranim i ozemaljskim pitanjima Slovenije i Hrvatske" – višekratno je ponovio.
Ako do dogovora ne dođe i ako Slovenija do pristupne konferencije 19. ovog mjeseca bude inzistirala na blokadi, moglo bi se dogoditi da Hrvatska tom prigodom otvori samo poglavlje javnih narudžbi i zatvori tri "neproblematična poglavlja" - prava intelektualnog vlasništva, ekonomska i monetarna politika, te zakonodavstvo o informacijskom društvu i medijima, piše list. No, i u slučaju najpovoljnijeg raspleta, dodaje "Delo", Hrvatska neće moći otvoriti i zatvoriti onoliko poglavlja koliko namjerava, jer Slovenija ima rezerve i oko nekih poglavlja koja nisu vezana na pitanje granice, navodi Božo Mešanovič.  Dopisnica "Večera" iz Bruxellesa Darja Kocbek na portalu "Razgledi" kritično piše o taktici Pahorove vlade u Bruxellesu, te izražava bojazan da će "hrvatski lobisti" opet biti uspješniji od slovenskih, što je jedan od lajtmotiva njenih dopisa iz Bruxellesa.
Komentirajući izjavu šefa francuske diplomacije Bernarda Kouchnera da ne može nagovijestiti ishod pregovora s Ljubljanom i da ga iznenađuje silovitost kojom se Slovenija i Hrvatska spore oko 25 kilometara mora, ona navodi da je čudi kako to slovenskoj diplomaciji do sada nije uspjelo dokazati svojim europskim partnerima da je za Sloveniju svaki kilometar važan i da to predstavlja nacionalni interes.
"Kako da Slovenija u tom sporu pridobije saveznice i Europsku komisiju kad ni sama ne zna navesti argumente zašto ne može popustiti. Kako da stranci znaju što je naš nacionalni interes, kad to, čini se, ne zna ni naša vlada iako Pahor javnost uvjerava da se je oko nacionalnog interesa ujedinio s opozicijom", navodi "Večerova" dopisnica iz Bruxellesa.
Ipak, iako nije imao uspjeha u postizanju kompromisa sa Slovenijom, Sarkozy je u drugo Irsko glasovanje za Lisabonski ugovor 2009. ubacio i protokol ulaska Hrvatske u EU. Time je postavio blagi pritisak na Ljubljanu, jer bi u slučaju da ugovor prođe, blokadom Hrvatske Ljubljana blokirala i stupanje ugovora na snagu.

## Dno slovensko-hrvatskih odnosa i reakcije
Deblokadu pristupnih pregovora između EU i Hrvatske, koju je predložila Francuska, koja predsjeda Unijom, slovenski premijer Borut Pahor je odbio. On je u Bruxellesu u izjavi za slovenske medije ionako zategnute odnose između Hrvatske i Slovenije, još dodatno zaoštrio.
Samouvjereno je zaključio kako je pravna služba slovenskog ministarstva vanjskih poslova napravila prijedlog teksta, koji je prema njegovim riječima "vodootporan" te osim toga vrlo jasan i zahtjevan. Izrazio kako ne očekuje manje od toga da Francuzi serviraju Zagrebu, da ga Sanader potpiše te se pismeno očituje na prijedlog francuskog Predsjedništva. Povrh svega toga, Pahor očekuje da se sve to zabilježi u zaključcima Vijeća EU te dodaje kako tada slovenska strana ne bi više imala razlog za strah od hrvatskih spisa kojima se po njima predodređuje granica između dvije zemlje.
Pahor je zaključio da ako se ti uvjeti ne ispune, neće biti ni otvaranja ostalih pregovaračkih poglavlja u pristupnim pregovorima Hrvatske s EU tj. Hrvatska bi se našla u mrtvim pregovaračkim vodama. Sanaderu je poručio da s njim telefonski nema o čemu razgovarati i reći mu više od onoga što je rekao pred medijima. 19. prosinca Slovenija je i službeno blokirala otvarala novih poglavlja Hrvatskoj.
Komercijalna televizijska postaja POP-TV provela je internetsku anketu u kojoj je, kako navodi, sudjelovalo desetak tisuća gledatelja, a njih 84 posto smatra da je odluka o blokadi "potpuno opravdana". Do toga je moralo doći i ranije, odgovorili su za POP-TV neki Ljubljančani intevjuirani na ulici na pitanje je li blokada opravdana zbog 'prejudiciranja granice' i 'podjele Piranskog zaljeva'. Ista je televizija u svojoj središnjoj emisiji citirala ministra vanjskih poslova Samuela Žbogara koji kaže da su Sloveniji bile 'problem' zemljopisne karte priložene hrvatskoj pristupnoj kojima se 'prejudicira' granica i da se one ne bi smjele upotrijebiti na arbitraži. 'Ako Hrvatska kaže da zbog Europske unije neće prepuštati svoj teritorij, to isto vrijedi i za nas', rekao je Žbogar.
"Ljubljana više nije problem Zagreba, već Bruxellesa", rekao je Stipe Mesić odgovarajući na novinarsko pitanje uoči sudjelovanja na okruglom stolu "Antifašistička Hrvatska (1941. – 1945.) u osnovnoškolskim i srednjoškolskim udžbenicima povijesti". Hrvatski predsjednik je dodao da smatra kako će slovenska blokada imati posljedice na gospodarske i druge odnose Hrvatske i Slovenije, naglasivši da to više nije problem Zagreba već Bruxellesa.
"Blokiranje 10 poglavlja, osam za otvaranje i dva za zatvaranje, potez je bez presedana u povijesti pregovora o članstvu Europske unije", kazao je hrvatski premijer Ivo Sanader u srijedu 17. studenog u Zagrebu. "Ako ne razmotri svoja stajališta i promijeni odluku o blokiranju hrvatskih pregovora, slovenska vlada će pokazati isključivost koja je u raskoraku s temeljnim načelima solidarnosti, zajedništva i dobrosusjedstva na kojima počiva Europska unija i cijela Europa", rekao je Sanader na izvanrednoj tiskovnoj konferenciji u povodu slovenske najave blokade ukupno 10 pregovaračkih poglavlja.
Dio hrvatske javnosti najavio je bojkot svih slovenskih proizvoda.
Njemački zastupnik u Europskom parlamentu Bernd Posselt osudio je u četvrtak 18. prosinca najavu slovenske vlade da će blokirati pristupne pregovore s Hrvatskom, nazvavši taj čin "antieuropskom agresijom". Posselt, zastupnik bavarske Kršćansko socijalne unije (CSU) u Europskom parlamentu i izvjestitelj kluba zastupnika Europske pučke stranke, ocijenio je u izjavi medijima da najavljena slovenska blokada 11 pristupnih poglavlja predstavlja "antieuropsku agresiju" i "ucjenu". "Socijalistička slovenska vlada zlorabi svoje pravo veta u EU-u", tvrdi Posselt. Slovenija "zbog bilateralnih prijepora ucjenjuje srednjoeuropsku zemlju kandidata Hrvatsku, izvrsno pripremljenu za pristup EU-u, iako je duboko proeuropska hrvatska vlada već davno izrazila spremnost da neriješene probleme prepusti međunarodnoj arbitraži", izjavio je Posselt. Njemački zastupnik u Europskom parlamentu nadalje je poručio kako se osjeća "razočaranim i prevarenim" od strane predsjednika slovenske vlade Boruta Pahora. Podsjetio je da je Pahor ranije kao zastupnik u EP-u obećavao da želi postići ravnotežu i konstruktivni odnos s Hrvatskom.
Europska komisija izrazila je žaljenje zbog odluke Slovenije da blokira Hrvatsku. "Komisija je stalno zadržavala stav da se spor na granici bilateralno pitanje i da se ne bi trebalo donositi za pregovarački stol", rekla je Krisztina Nagy, glasnogovornica Komisije.

## Mesićeve izjave o "20 km mora"
12. siječnja 2009. Stipe Mesić je izazvao mali skandal u Sloveniji kada je održao govor na fakultetu političkih znanosti na temu "Hrvatsko članstvo u Vijeću sigurnosti i međunarodni položaj Republike Hrvatske". Prema Mesićevom mišljenju, Slovenija može zahvaliti Hrvatima svoj izlaz na more i to zbog kretanja partizanskih postrojbi u Drugom svjetskom ratu. "Slovenske partizanske jedinice su se orijentirale prema austrijskoj granici, a hrvatske jedinice su vodile teške bitke u Istri sve do Trsta i osvojile Trst", pa tako "da hrvatske jedinice nisu oslobodile taj prostor, danas bi Slovenija gledala more s jedno 20 kilometara ", objasnio je.
Mesićevu su izjavu slovenske političke stranke nazvale provokacijom usmjerenom na razbijanje političkog jedinstva koje je u Sloveniji postignuto nakon blokade hrvatskih pristupnih pregovora. Slovenski povjesničar Jože Pirjevec nazvao je tvrdnju djelomično točnom, ali je rekao da ga ona žalosti. Oslobođenja Istre i Slovenskog primorja je kompleksno pitanje i ne može se svesti na završnu epizodu od travnja do lipnja 1945., iako predsjednik Mesić ima pravo kad upozorava na veliku ulogu hrvatskih boraca, rekao je Pirjevec, dugogodišnji predavač povijesti na talijanskim sveučilištima i izdavač više knjiga o Titu, Jugoslaviji i komunizmu koje su objavili talijanski izdavači.
"Istina je da je u IV jugoslavenskoj armiji koja je nastupala prema Trstu od 60.000 boraca bilo više od 39.000 Hrvata, ali je u operacijama sudjelovao i slovenski deveti korpus", rekao je Pirjevec. Dodao je da ga Mesićev nastup žalosti jer se tako narušava ratno drugarstvo slovenskih i hrvatskih partizana i jer se vode sporovi oko marginalnih pitanja.

## Prijetnja Ljubljane i o blokadi ulaska RH u NATO
Početkom siječnja 2009., neki su slovenski političari davali naznake da će blokirati i Hrvatski ulazak u NATO. Slovenski premijer Borut Pahor izrazio je u 29. siječnja žaljenje postupkom oporbene Slovenske demokratske stranke (SDS) bivšeg premijera Janeza Janše koja je zaprijetila bojkotiranjem zasjedanja na kojoj se trebalo odlučiti o ratifikaciji pristupnih protokola za ulazak u NATO budućih novih članica Hrvatske i Albanije zbog čega je sjednica morala do daljnjega biti odgođena. Ipak, na kraju je parlament ipak ratificirao pristupanje Hrvatske NATO savezu. Ipak, došlo je do komplikacija kada je mala, izvanparlamentarna Stranka Slovenskog Naroda (SSN) i “Zavod 25. junij”, na čijem je čelu uglednik oporbene parlamentarne Pučke stranke (SLS) Marjan Podobnik prikupila 2.500 glasova kojim je prema ustavu dobila vremena do ožujka da prikupi 40.000 potpisa za referendum o ulasku Hrvatske u NATO. NATO je potom izrazio zabrinutost zbog takvih komplikacija. Najviše kontroverze u Hrvatskoj izazvala je činjenica da Slovenac Andrej Šiško, nekadašnji vođa mariborskih navijača Viola, čovjek koji je osuđen na 22 mjeseca zatvora zbog pokušaja ubojstva, sada član SSN-a, uzeo dopust u zatvoru Rogozi da bi došao na pregovore najvišeg tijela svoje stranke sa slovenskim premijerom Pahorom o zaustavljanju raspisivanja referenduma.
Neki su kritizirali Pahora zbog toga što je blokadom pregovora EU-a napravio presedan i pokrenuo svu tu situaciju. Kolumnist Večernjeg lista Milan Jajčinović u svojoj je kolumni oštro kritizirao takav ishod: "Slovenski se premijer Borut Pahor izgleda uplašio stvorene ludosti, kojoj je i sam pridonio. A nije jedini slovenski političar koji je (ne)promišljenim izjavama sudjelovao u stvaranju netrpeljivosti prema Hrvatskoj...Problemi s Hrvatskom već se godinama javno preuveličavaju ili čak izmišljaju, a potom se takvim konstrukcijama zaluđuje puk...Najprije neki političar nešto Hrvatima zamjeri, mediji to objave, tzv. javnost se uzbudi i uzbuni, počne histerija, a potom se oglase političari, jer da "to traži javno mnijenje".
Ipak, potpisi za referendum nisu uspjeli jer nije sakupljeno ni 2.000 potpisa, tako da je u travnju 2009. Hrvatska postala punopravna članica NATO-a. To je pak ponovno potaklo na rasprave o nedosljednosti Pahorovih stajališta, pošto Hrvatska nije dovoljno dobra za ulazak u EU, ali je za NATO.

## Mesićeva poslanica
Predsjednik Mesić 19. veljače 2009. obratio se hrvatskoj javnosti u povodu posljednjih poteza službene Ljubljane. Naime, slovenski je parlament 18. veljače, na pritisak SSN-a o raspisivanju referenduma, prihvatio izjavu u kojoj se navodi da je Slovenija "pri proglašenju samostalnosti imala izlaz na otvoreno more", te da je nadzirala neke druge sporne točke uzduž granice s Hrvatskom. Tom se izjavom prejudicira granica između dvije države. Predsjednik je istaknuo kako najnoviji potezi službene Ljubljane dovode u pitanje dva prioriteta hrvatske vanjske politike: "Politička elita susjedne države procijenila je da može svoje članstvo u EU-u i NATO-u zloupotrijebiti na način da nas ucjenjuje, usprkos činjenici da je Slovenija bila među zemljama koje su nas prije nepunih godinu dana pozvale u članstvo u Savezu...Situacija u koju smo dovedeni ne svojom krivnjom zabrinjavajuća je ako se ima na umu da će se usporavanje našeg puta u EU i NATO nesumnjivo odraziti i na druge zemlje regije", istaknuo je predsjednik RH.
Ustvrdio je kako izmišljena dilema slovenskog pristupa otvorenom moru nije predmet spora jer je to pitanje riješeno konvencijom UN-a o pravu mora. "Dovedeni smo u situaciju koja je nepovoljna, ali to ne znači da moramo dodatno dramatizirati ili otvoriti ventile negativnim emocijama", smatra Mesić.
Slovenski predsjednik Danilo Türk odbacio je ocjene hrvatskog predsjednika Mesića o neeuropskom ponašanju Slovenije i ucjeni te zatražio da se Hrvatska i Slovenija međusobno odnose s poštovanjem.

## EU-ov prijedlog za posredničko vijeće o granici
22. siječnja 2009., Europska komisija objavila je da je spremna stvoriti tročlano vijeće mudraca koje bi trebalo posredovati između graničnog spora Slovenije i Hrvatske. Prema izvještajima, finski dobitnik Nobelove nagrade Martti Ahtisaari te francuski stručnjak za pravo Robert Badinter trebali bi biti u vijeću. Izvještaj je objavljen samo dan nakon što je povjerenik za proširenje Olli Rehn posjetio političare Ljubljane i Zagreba.
Ivo Sanader u siječnu 2009. je isprva odbijao susret s Pahorom bez sudjelovanja članova Europske komisije, ali je kasnije ipak pristao. Nakon mnogo komplikacija oko dogovora mjesta i vremena sastanka, susret se odigrao 24. veljače u Macelju, ali ništa konkretno nije dogovoreno jer su obje strane ostale na svojim stajalištima. Drugi susret, koji se je trebao održati 28. travnja u Hrvatskoj, otkazan je sa slovenske strane.

## Žbogarove izjave o "padu slovenske vlade"
28. ožujka 2009. slovenski ministar vanjskih poslova Samuel Žbogar dao je intervju za Delo koji je naišao na veliku pažnju o obje države. Šef slovenske diplomacije kategorički je ustvrdio da na Sloveniju zbog sadašnje situacije i blokade nema nikakvih pritisaka ostalih zemalja članica, a odbio je i mogućnost da se rješenje graničnog spora prepusti Međunarodnom sudu pravde (ICJ) u Den Haagu jer bi to, kako tvrdi, "zbog nezadovoljstva slovenske javnosti vjerojatno izazvalo pad vlade premijera Boruta Pahora".
Slovenija po Žbogarovim riječima ne može pristati niti na 'zamrzavanje' graničnog prijepora na vrijeme kad Hrvatska već bude u EU-u niti na prosljeđivanje tog prijepora Međunarodnom sudu pravde (ICJ) u Den Haagu. "Zamrzavanje spora značilo bi i zamrzavanje pregovora Hrvatske s EU-om. Teško mogu zamisliti situaciju da bi slovenska politika dobila suglasnost za deblokadu ako ne bude procesa koji će rješavati granično pitanje. ICJ u sadašnjem trenutku nije prihvatljivo rješenje, pa i zbog atmosfere koje je oko toga stvorila Hrvatska u međunarodnoj javnosti, stalnim naglašavanjem da će Slovenija na sudu izgubiti dodir s otvorenim morem. Ne znam kako bi vlada mogla pristati na ICJ i istodobno preživjeti, odnosno ne pasti", rekao je Žbogar.

## Ostavka slovenskog zastupnika Jurija u Europskom parlamentu
Dana, 4. travnja 2009. slovenski zastupnik u Europskom parlamentu Aurelio Juri izjavio je da je svoju stranku zamolio da ga briše s popisa kandidata za svibanjske izbore za Europski parlament, u prvom redu zbog pogrešne vanjske politike koju personificira Borut Pahor, slovenski premijer koji je i predsjednik Socijalnih demokrata (SD), stranke kojoj pripada Juri. Juri se od početka protivio slovenskoj blokadi Hrvatske na putu u EU.
"Trenutačni odnosi s Hrvatskom vrlo su slabi zbog blokade hrvatskih pristupnih pregovora i kad bih stvari mogao vratiti natrag, predložio bih da se granični prijepor rješava na Međunarodnom sudu, a da se Slovenija i Hrvatska vrate u fazu dobrosusjedskih odnosa i posvete važnijim i vitalnijim dnevnim pitanjima", rekao je Juri za jedan slovenski portal i nastavio: "Ako Hrvatska do kraja godine ne završi pregovore, moglo bi doći do duže odgode članstva. To bi u međuvremenu, zbog osjećaja gubitka europske perspektive za cijelu regiju, izazvalo još gore negativne silnice. Balkan je jednom već pokazao svoje zube i ako do odgode dođe, Europska unija imat će jedan problem više u regiji koju je namjeravala stabilizirati i demokratizirati europskom perspektivom" - rekao je Juri upozorivši i na problem “porasta nacionalizma” u obje zemlje.

## Finska blokada pristupa Slovenije OECD-u
30. lipnja 2009. Slovenija je završavala pregovore za pristup Organizaciji za ekonomsku suradnju i razvoj (OECD) kada je ostala neugodno iznenađena potezom Finske vlade koja je izrazila rezervacije njenog članstva. Time je odgođen plan Ljubljane za brz ulazak u OECD. Finska je naime nezadovoljna sa suradnjom slovenskih pravnih tijela u istraživanju nabave vojnih vozila u Patria skandalu. Slovenija se još 1996. kandidirala za ulazak u OECD, iako su neki slovenski mediji objavili da je cijela stvar samo nesporazum.
Hrvatski mediji su s dozom ironije prenijeli priču o "blokadi Slovenije".

## Sastanci Kosor-Pahor i kraj blokade
Nova hrvatska premijerka Jadranka Kosor sastala se s Borutom Pahorom u srpnju, gdje su počeli dogovarati izlazak iz krize i postizanje dogovora. Tom prigodom, Kosor je najavila deblokadu pregovora u jesen.
11. rujna 2009., Kosor i Pahor su dogovorili sporazum u Ljubljani oko kraja blokade.
Kosor je izjavila da Hrvatska ne prejudicira granicu ni na koji način te da će se spor riješiti arbitražom.
Delo je pisalo da je dogovor između dvije zemlje "povratak zdravom razumu".
Kosor i Pahor sastali su se opet 26. listopada 2009. u Zagrebu te dogovorili konačni sporazum oko arbitražnog sporazuma.
Dogovor o arbitraži potpisan je u Stockholmu 4. studenog 2009. između Hrvatske i Slovenije. Time je slovenska vlada odblokirala sva poglavlja Hrvatskoj.
Tri posljednja "zamrznuta" poglavlja - okoliš, ribarstvo i obrambena politika - odblokirana su do travnja 2010., čime je Hrvatska mirno nastavila dalje s pregovaranjem oko pristupa EU. Na referendumu 2010., slovenski glasači izjasnili su se tijesnom većinom potvrdno za arbitražu.

## Vanjske poveznice
- Kako Slovenci zaustavljaju Hrvatsku na putu u EU  Arhivirana inačica izvorne stranice od 6. prosinca 2008. (Wayback Machine) blog Silvija Tomaševića
- EUobserver: Slovenia to block Croatia EU accession talks
- 'Hrvatska je kriva što ju blokira Slovenija'  Arhivirana inačica izvorne stranice od 6. prosinca 2008. (Wayback Machine)
- Slovenci mašu dokumentima: "Karte demantiraju Sanadera!"
- Jadran kakav je uvijek bio  Arhivirana inačica izvorne stranice od 31. srpnja 2009. (Wayback Machine)The Slovenia Times
- Slovenske teritorijalne pretenzije